# Zimbabwská ragbyová reprezentace
Zimbabwská ragbyová reprezentace reprezentuje Zimbabwe na turnajích rugby union. Zúčastnili se MS 1987 a MS 1991. V obou případech skončili v základní skupině poslední. Nejlepší výsledek si připsali ve svém historický prvním zápase na světovém šampionátu, když Rumunsku podlehli 20:21. V tomto zápase položil první pětku Zimbabwe na MS člen Světové síně slávy Richard Tsimba. Na další světové šampionáty se tato africká země nekvalifikovala. V roce 2012 a v roce 2024 vyhráli Africký pohár. Ve světovém žebříčku jim patří 28. místo.